# Puente internacional Rusumo
El Puente internacional Rusumo (en francés: Pont international Rusumo; en suajili: Daraja la Kimataifa Rusomo; en inglés: Rusumo International Bridge) es un puente binacional en construcción sobre el río Kagera en África. Cuando sea finalizado sustituirá el actual puente Rusomo que une a Ruanda y Tanzania. El proyecto está financiado por la Agencia de Cooperación Internacional del Japón. Poseerá un largo total de 80 metros, con un ancho de 10,5 metros.